# 連絡運輸

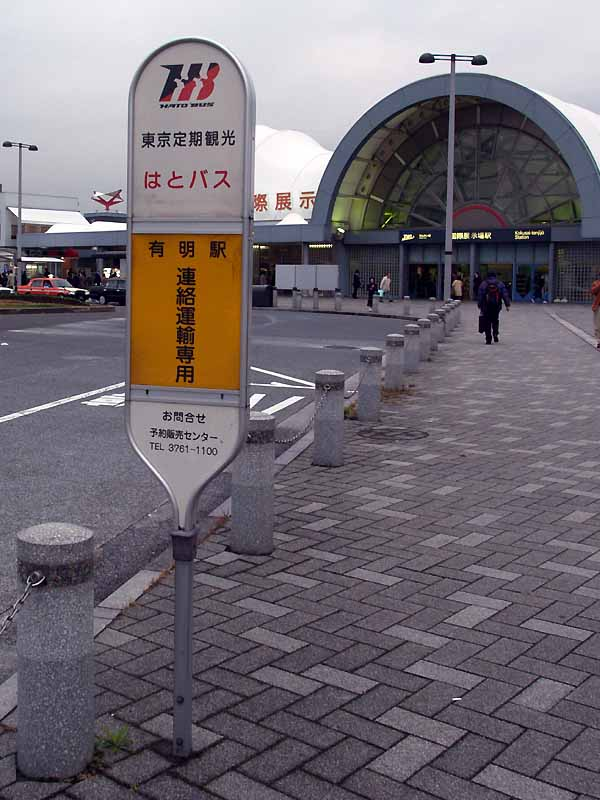
ゆりかもめ有明駅での連絡運輸 はとバス

連絡運輸（れんらくうんゆ）とは、2つ以上の運送事業者間を経由する旅客・貨物を運送する場合に、関係事業者間で締結した契約に基づき行われる運送業務のことである。

## 概要
旅客輸送については複数事業者にまたがる乗車券（航空券、乗船券）の発行と内部的な運賃精算処理を行い利用客の便宜を図る。
貨物輸送については発送地から到着地までの一貫した輸送体制と、内部的な運賃精算処理を行い利用客の便宜を図る。

## 運送事業者
連絡運輸がされる運送事業者としては、次の事業者がある。
- 鉄道事業者・軌道経営者
- 航空事業者（エアライン）
- バス・トラック事業者
- 海運事業者（鉄道連絡船・渡し船・フェリー）

## 実施内容
- 相手方の事業者で利用可能な切符・利用券等の発売。
- 直通運転・乗継駅・施設等からの乗継・積替。

## 日本の連絡運輸

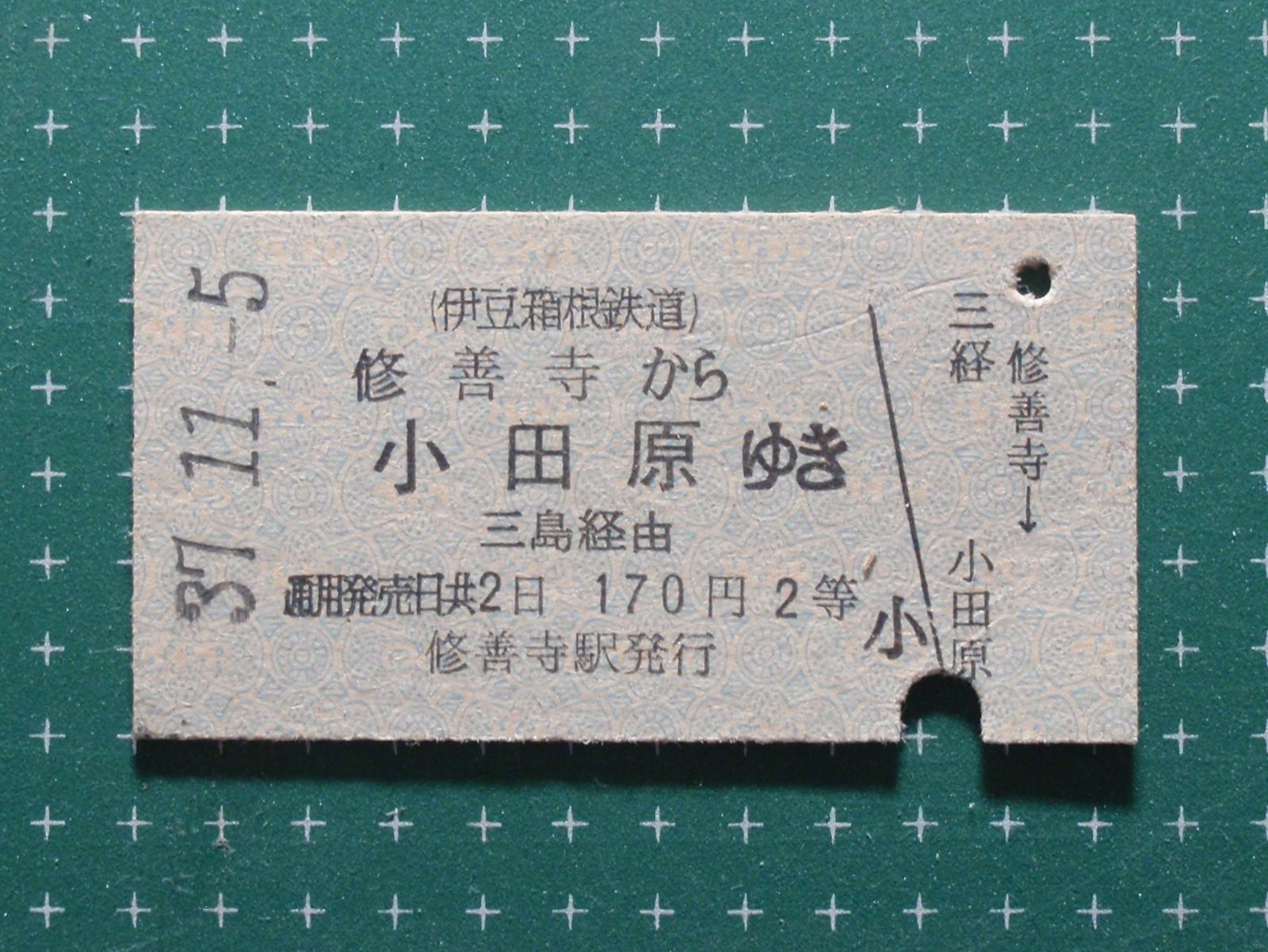
連絡運輸での乗車券の例。1962年（昭和37年）11月5日に発券された伊豆箱根鉄道駿豆線修善寺駅から東海道本線小田原駅までの2等（現在の普通）乗車券
50年以上経過した2016年時点でも、この区間は特急「踊り子号」の直通運転があり、連絡乗車券が発売されている。

日本では、鉄道事業者または軌道経営者間か、鉄道事業者・軌道経営者と自動車運送事業者（バス・トラック）、航空事業者間または海運事業者（鉄道連絡船・渡し船・フェリー）間の運送・運送協定の締結が多く、連絡運輸といえば単に鉄道・軌道の連絡運輸のことについて述べられることが多く、航空事業者間の場合は連帯輸送と呼ばれることが多い。かつては鉄道・軌道の連絡運輸も連帯運輸（れんたいうんゆ）とも呼ばれていた。
2013年現在、連絡運輸は鉄道事業者・軌道経営者との鉄道・軌道路線とのもの、航空事業者間のものが大勢を占めているが、国鉄末期までは周遊券（一般周遊券）の発売の関係もあり、国鉄から私鉄のほかに民営バス、海運事業者へ（から）の連絡運輸が多数設定されていた。地方のローカル私鉄では、私鉄駅から国鉄との接続駅周辺地区駅との連絡乗車券・連絡荷物・連絡貨物取扱などが存在し、東京都内や大阪市内など特定都区市内への長距離連絡乗車券が発売されていたこともあった。例えば、太宰治による1944年刊行の小説『津軽』では、上野から津軽鉄道線への連絡運輸にまつわるエピソードが取り上げられている。
国鉄分割民営化後は、各事業者間の精算業務の煩雑さなどや、貨物・荷物業務の大規模な縮小・廃止、自動改札機に対応する切符の発券機等の新設、マルス端末・鉄道電話等の費用や連絡線・留置線の維持などの問題から、連絡運輸を解消あるいは縮小している（例、しなの鉄道）。JRから他私鉄・地下鉄・第三セクター鉄道へは直通運転の関係から、一応、規則上は数多く設定されていることにはなっているが、私鉄側が一切案内していないために実際に発売しているのかは不明となっている。また、規則上は存在していても、JR駅・私鉄駅相互の対象区間や設定接続駅が30年以上前（1970年代）の運転状況のままで、実際には利用困難・不可能なものなどがある。
バスとの連絡運輸は、2011年3月に芸陽バス（広島 - 広島空港のみ）との連絡運輸が廃止され、JRバスグループのみとなり、現行で残存しているのは西日本ジェイアールバスのみとなった。船舶との連絡運輸は、2009年3月に南海フェリー、三洋汽船との連絡運輸が廃止され、JRグループ以外では消滅し、JR西日本宮島フェリーのみとなった。
一方、首都圏ではSuica・PASMOといったIC乗車カードやプリペイドカードの発展に伴い、これらICカード（特にIC定期券）に限定した連絡運輸は拡大の方向にある。ICカード登場以前、首都圏における3社連絡定期券は直通運転が絡んだものを除けば山手線を挟んだ私鉄各線相互間など限られたものに過ぎなかったが、2008年頃から旅客流動に合わせ、一例を挙げれば関東鉄道常総線・東武野田線・武蔵野線からつくばエクスプレス線を挟みJR・東京地下鉄・都営地下鉄各線へ、といった多彩な連絡定期券が発売可能となっている。このため、従来に比べ飛躍的に様々な経路が利用できるようになり、自動券売機での定期券購入時に従来の路線名による経由表示では顧客による判断が困難な事態も起こりうることから、東武鉄道のように定期券購入時に画面上の地図でルートを確認可能な自動券売機を設置する事業者も現れている。
航空事業者間の連帯輸送は同一グループ間だけでなく例えば日本航空と全日本空輸の各グループ会社相互間でも連帯輸送契約があり連帯輸送が可能である。

### 鉄道・軌道間の連絡運輸
日本では鉄道・軌道間での連絡運輸は私鉄が制度化された当初から存在しており、芝山鉄道や横浜高速鉄道こどもの国線のように建設当初から、連絡運輸先事業者に業務の丸投げ（全面委託）を前提に建設され、事業の免許又は許可を受けた例があるほど、一般的な運送方法・協定である。連絡運輸の具体例は次の事例がある。
- 直通運転
- 連絡運輸先事業者との切符（普通乗車券、定期乗車券など）の販売
- 乗換駅から連絡運輸先事業者への乗継（旅客）・積替（荷物、貨物）
  - 駅舎統合されず、徒歩で連絡する場合もある。

なお、本項では、旧国鉄の後身である、複数のJR旅客鉄道会社にまたがる場合でも1つの「JR」として記載する。この事例はJR各社で協定を結んでいるが、通常は連絡運輸とは呼ばず、連絡乗車券の形でも発行されていないことによる（ただし、JR発足初期には、旅客会社の境界駅周辺駅の自動券売機で境界駅をまたがる場合の他社JRへの乗車券が発売されていた）。

#### 通過連絡運輸

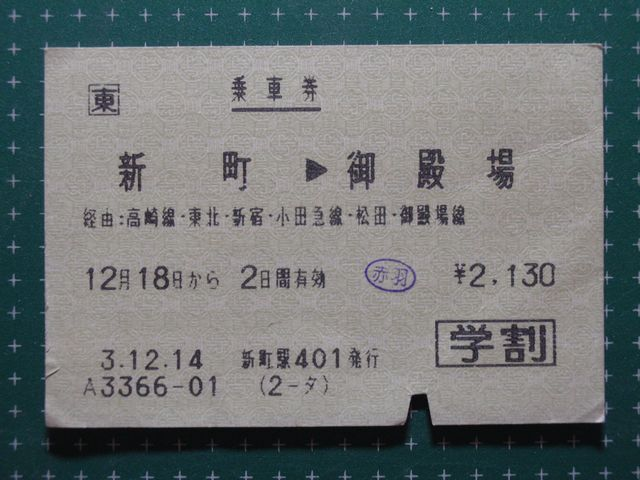
通過連絡運輸での乗車券の例。高崎線新町駅から御殿場線御殿場駅へ小田急小田原線（小田急ロマンスカー「あさぎり」で新宿駅→松田駅）を経由する。学生割引が適用されている（JR区間の新町 - 新宿間と松田 - 御殿場間を加算した営業キロ数が100キロを超えるため、学生割引の対象となる）。
この乗車券は1991年（平成3年）12月14日に新町駅で発券されたもので、2016年時点でこの経路の乗車券の発券の可否は不明。
なお、金額の左側の「赤羽」は同駅で途中下車したことを示す印。

A社 - B社 - A社という乗り継ぎが可能である場合に、前後2区間のA社線の営業キロを通算して1区間分の運賃を計算するように協定が結ばれている場合があり、この協定に基づく連絡運輸を通過連絡運輸（つうかれんらくうんゆ）という。
JRが前記の「A社」となる形の通過連絡運輸協定は、中間に関東・関西・福岡の他社線乗り入れがある地下鉄を挟む形での一部の区間や、伊勢鉄道など、旧国鉄・JR線を転換した第三セクター鉄道を挟んだ一部の区間で行われている。過去には中間に民間フェリー航路やバス路線を挟んだ区間もあった。基本的には連絡普通乗車券・連絡定期券のいずれも適用されるが、一方のみ適用と言う場合もある。
JRが「B社」となる形では、近畿日本鉄道（近鉄）の任意の駅から鶴橋駅までと大阪阿部野橋駅から任意の駅までの定期券を、大阪環状線の鶴橋駅 - 天王寺駅を介した連絡定期券として購入する場合に限り、近鉄線の営業キロを通算して運賃を計算する特例が設けられている（いわゆる「鶴・天経由」）。
JR以外では、定期券のみ取扱いだが東京地下鉄（東京メトロ）と東京都交通局（都営地下鉄）の間の一部経路（東京地下鉄 - 都営地下鉄 - 東京地下鉄、都営地下鉄 - 東京地下鉄 - 都営地下鉄）に同様の協定がある。
しなの鉄道では、2015年3月の北陸新幹線金沢開業と同時に並行在来線として分離されて加わった北しなの線と既存のしなの鉄道線との間に、JR信越本線篠ノ井駅 - 長野駅を挟んだ通過連絡運輸が、JR篠ノ井線松本駅 - 篠ノ井駅 - 長野駅 - （北しなの線） - 豊野駅を挟んでJR飯山線と、長野駅  - （北しなの線） -  妙高高原駅 - （えちごトキめき鉄道妙高はねうまライン） - 直江津駅を挟んでJR信越本線長岡・新潟方面への通過連絡運輸が設定されている（北しなの線や妙高はねうまライン転換前は信越本線の一部であった）。
また、名古屋鉄道（名鉄）では、瀬戸線栄町駅 - 名古屋本線名鉄名古屋駅あるいは金山駅についても類似の扱いがある。なお、名鉄では中間の交通機関の乗車券については、犬山線 - 名古屋市営地下鉄鶴舞線 - 豊田線以外取り扱わないため、厳密な意味での通過連絡とは異なる。2006年12月16日から通学定期券を除き廃止し、2009年3月31日付けで完全に廃止した。
JRの連絡運輸の取扱い区間については、旅客連絡運輸規則、旅客連絡運輸取扱基準規程の別表に掲載されている（規程の冊子が赤い本なので、「赤本」「赤表紙」などと呼ばれることもある）。国鉄時代から民営化初期は中央書院から一般に市販されていたが、現在は部内のみにしか配布されていないため、一般の利用者が確認することが困難な場合がある。一部鉄道事業者においては運送約款とともに旅客連絡運輸規則を自社ホームページで確認できるようにした。

##### 通過連絡運輸の例
東日本旅客鉄道（JR東日本）常磐線亀有駅 - 取手駅までの区間などから、「東京地下鉄（東京メトロ）千代田線の北千住 - 西日暮里の区間」を経由して、JR東日本山手線内の駅などまでの区間の運賃は、通過連絡運輸の特例が適用される。
- 例：南柏駅→（東日本旅客鉄道常磐線 - 東京メトロ千代田線）→西日暮里駅→（東日本旅客鉄道山手線）→池袋駅

この場合だと、
JRの「南柏→北千住の営業キロ数」（19.3km）
JRの「西日暮里→池袋駅の営業キロ数」（6.0km）
を通算した営業キロ数（25.3km）で求めたJRの運賃=480円
東京地下鉄の「北千住→西日暮里」の運賃=170円
を合計して650円ということになる（通過連絡を適用しない場合でも650円）。
適用区間は山手線内、赤羽線、東北本線（宇都宮線）大宮駅（京浜東北線・埼京線経由どちらも適用）、東海道本線横浜駅（西大井駅・新川崎駅はJRの運賃表には掲出されていないが、東京地下鉄の駅から西日暮里接続のJR線乗車券を発売している駅には掲出されている）根岸線関内駅、中央本線三鷹駅まで、常磐線側は前述の取手 - 亀有の他、武蔵野線新八柱駅 - 吉川駅までである。
なお、2007年3月18日開始のSuica及びPASMOといったICカード乗車券は、福岡市地下鉄空港線利用の場合を除いて通過連絡運輸の運賃計算に対応していないため、上の例においてSuicaあるいはPASMOを使った場合、それぞれ区間の運賃を単純に合算してから一定額を差し引く。上記の例では、
JR線「南柏 - 北千住の運賃：308円」+JR線「西日暮里 - 池袋の運賃：157円」の合計円から100円差し引いた額+東京地下鉄線「北千住 - 西日暮里の運賃：168円」を合計し、533円
となる。
ICカード利用時の適用区間は、北千住口が常磐線亀有駅 - 取手駅間、西日暮里口が東北本線東京駅 - 蕨駅、日暮里駅 - 尾久駅 - 赤羽駅、東海道本線東京駅 - 品川駅、山手線品川駅 - 田端駅（全線全駅）、赤羽線（埼京線）池袋駅 - 赤羽駅（全線全駅）、中央本線神田駅 - 代々木駅、総武本線御茶ノ水駅 - 秋葉原駅である。この区間を越えた場合は適用されない。
このように、ICカード相互利用の場合だと乗車券購入の場合に比べて安くなる場合が多い。しかし、金町駅→（東日本旅客鉄道常磐線 - 東京メトロ千代田線）→西日暮里駅乗換→（東日本旅客鉄道山手線）→巣鴨駅間など一部区間では、ICカード利用の方が逆に多少割高（2009年4月現在、金町駅→西日暮里駅→巣鴨駅は、切符購入より50円割高）となる場合もある。
かつては東武鉄道をはさんだほぼ関東一円の区間にも連絡乗車券が発売されていたが（一例としてJR総武線（西船橋・津田沼方面） - 船橋駅 - 東武野田線 - 柏駅 - JR常磐線（北柏・南柏方面））、2007年3月18日に全廃された。また、2010年3月13日に東海道本線（横須賀線・湘南新宿ライン）武蔵小杉駅が開業したことに伴い、武蔵小杉乗換東急東横線経由山手線相互発着・登戸乗換小田急小田原線経由山手線相互発着の普通乗車券による通過連絡運輸は同日廃止された。
定期券のみで区間限定ではあるが、A社 - B社 - A社 - C社の連絡定期券もある。
通常、乗車券は事前に購入しないと適用されないことが多いが、改札駅の精算所で乗車券の変更が可能である場合もある（上記の西日暮里接続の例が該当）。
東京メトロ東西線および千代田線経由の通過連絡運輸の場合、あらかじめ通過連絡運輸の乗車券を購入しておくと、通過連絡運輸区間外の乗り越しであっても、東京近郊区間内であれば全区間を通過連絡運輸区間として計算できる。
- 例：金町駅 - （千代田線・常磐線各駅停車） - 西日暮里駅 - （山手線） - 東京駅間の乗車券で鎌倉駅まで乗り越すとき、（鎌倉駅は通常はこの通過連絡運輸の区間外であるが）通過連絡運輸として計算される。

現在も通過連絡運輸の扱いがある社線は、青い森鉄道、IGRいわて銀河鉄道、えちごトキめき鉄道（妙高高原-直江津-糸魚川のみ）、北越急行、鹿島臨海鉄道、東京メトロ[千代田線（西日暮里-綾瀬のみ）、東西線]、しなの鉄道（小諸-篠ノ井・長野-妙高高原のみ）、愛知環状鉄道、東海交通事業、伊勢鉄道、あいの風とやま鉄道（倶利伽羅-富山のみ）、IRいしかわ鉄道、ハピラインふくい、近鉄（松阪-鶴橋のみ）、南海電鉄（新今宮-橋本のみ）、京都丹後鉄道、智頭急行、土佐くろしお鉄道（窪川-若井のみ）、福岡市営地下鉄（博多-姪浜のみ）、松浦鉄道（松浦-伊万里のみ）である。

#### 連絡乗車券

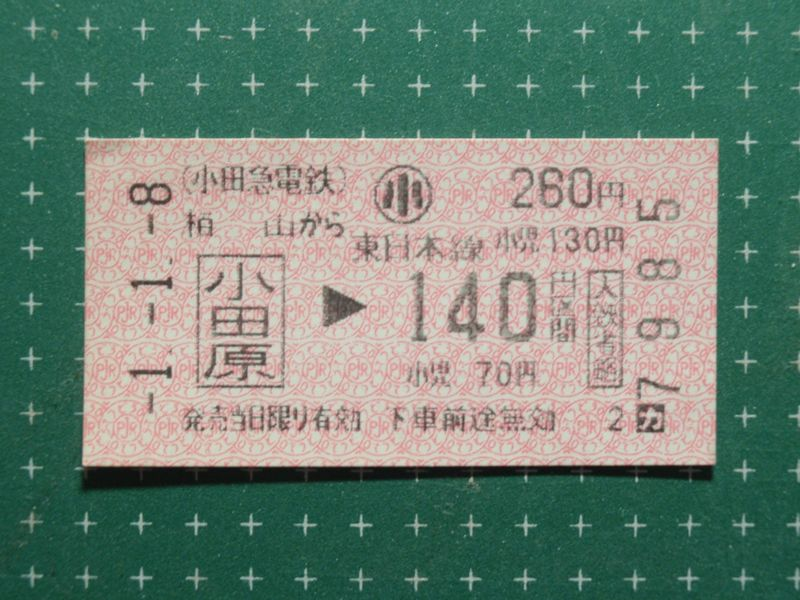
連絡乗車券の例。平成元年となった1989年1月8日に発券された小田急小田原線栢山駅から小田原駅を経由してJR東日本の140円区間（ただし子供用のため、半額の70円区間である）

切符発売に関する連絡運輸を実施している場合、出発地から到着地までの各事業者の乗車券等を1枚にまとめたものを発行することがある。これを連絡乗車券（れんらくじょうしゃけん）という。連絡乗車券は、原則として乗換場所を限定し、双方の運賃、料金を合算するが、特定の割引（各社毎の乗車距離が短く、最低運賃の合算で距離の割に割高になる場合など）を行うものや、乗換場所を限定しないものがある。また、一部区間が複数事業者で重複する場合、特殊な計算をする場合がある。

##### ICカード・プリペイドカードの連絡運輸
東京近郊の連絡運輸を行っている区間の場合、「Suica」・「PASMO」やパスネット（2008年3月15日以降利用停止）などプリペイドカード対応社局同士の場合の乗り継ぎ割引は自動的に適用されるが、地下鉄の一部連絡駅などのように、乗り換えに一度改札を出る必要がある場合は、30分以内に乗り継がないと割引や乗り継ぎが打ち切られ、次回入場時には新たに運賃が差し引かれることになる（首都圏ICカード相互利用サービスの項を参照）。

##### 事務管理コード
JRが特別補充券で連絡乗車券を発売する際に用いられるコード番号のことである。7桁で構成されており、旅客連絡運輸取扱基準規程別表に記載されている。

### 国際連絡運輸
連絡運輸は自国内の事業者相互間にとどまらず、国外の鉄道との間でも行われることがある。日本は国土を海に囲まれているため、国外の鉄道との連絡運輸には国外へ渡る船（鉄道連絡船はもちろん、鉄道連絡船以外の航路の場合もある）も含まれることが一般的である。
太平洋戦争終結までは、日本各地から朝鮮、満洲、中華民国、さらにはシベリア鉄道を経由してパリ、ローマ、ロンドンなどの欧州主要都市に至る国際連絡運輸（欧亜連絡運輸）が行われており、それら各地への連絡切符を主要駅で購入する事ができた。
戦前の流れを受けて（但し法令上の連続性はないが）日本と韓国の間では1988年（昭和63年）7月から2015年（平成27年）6月まで、「日韓共同きっぷ」が設定されていた。JR各社の主要駅から、新幹線・特急・寝台特急などを使用した下関駅・博多駅までの乗車券と特急券、そこから釜山までの船舶の乗船券、そして釜山駅からソウル駅までのKTXの乗車券がセットにされた、特別企画乗車券として設定・販売されているものであった。
また2006年（平成18年）4月から2015年（平成27年）7月まで「コリアレール&ビートルパス」という名称でJR九州高速船（博多港 - 釜山）の往復乗船券とKORAILの路線が乗り放題となる乗車券がセットになったものも存在したが、格安航空会社の登場や訪韓観光客の減少などで利用率が低迷したため、韓国との国際連絡運輸を行う切符は相次いで販売終了となった。

#### 第二次世界大戦前の国際連絡運輸の沿革
- 1910年（明治43年）4月 日本からロシアの東清鉄道への連絡運輸を開始。新橋、平沼（当時の横浜駅の代替駅）、大阪などの各駅から、まず列車で敦賀駅へ行き、そしてその近くの敦賀港から船舶でウラジオストクへ、そしてそこからハバロフスク・ハルビンなどへ行くものと、神戸・門司の駅へ行き、船舶で中国の大連へ、そしてハルビン・チチハルなどへ向かうものとの、二つのルートでの連絡乗車券が販売された。
- 1911年（明治44年）3月 シベリア鉄道を使用してモスクワ・サンクトペテルブルクなど、ロシア中心部への乗車券も販売開始。
- 1913年（大正2年）6月 ヨーロッパのアムステルダム・パリなど各地への連絡乗車券の販売を開始。
- 1913年（大正2年）10月 朝鮮総督府鉄道・南満洲鉄道経由で中国の北京・天津などへの連絡乗車券を販売開始。
- 1914年（大正3年） - 1917年（大正6年）頃 第一次世界大戦・ロシア革命などの影響によって、欧州への連絡乗車券販売を中断。その後ソ連の成立した後も、シベリア出兵などがあり再開はしばらくされなかった。
- 1927年（昭和2年）8月 欧州への連絡乗車券販売を再開。日本発着の旅客手荷物国際連絡運輸が開始される。
- 1941年（昭和16年）6月 独ソ戦の勃発によって、シベリア鉄道の一般旅客列車の運行が停止されたことに伴い、欧州への連絡乗車券販売を中止。
- 1945年（昭和20年）8月 終戦によって、朝鮮・中国への連絡乗車券発売を停止。

#### 欧亜連絡運輸
戦前には日本から大陸へ渡り、シベリア鉄道でユーラシア大陸を横断して欧州へ向かうことができ、日本発着の連絡切符も販売されていた。日本からシベリア鉄道に接続するまでの経路には複数のルートが存在しており、1934年（昭和9年）12月頃には下記のような経路があった。
- 釜山・新京経由ルート

山陽本線の下関駅から関釜連絡船（下関 - 釜山）で日本領であった朝鮮半島南端の釜山へ渡り、朝鮮総督府鉄道と南満洲鉄道で、新京（満洲国首都） - ハルビン - 満洲里（満洲国とソ連の国境） - チタ（ソ連）と経由しシベリア鉄道に接続する。
- 大連・新京経由ルート

山陽本線の神戸駅または門司駅から大阪商船の神戸 - 門司 - 大連航路で大連に渡り、南満洲鉄道で新京に至る。新京から先は釜山・新京経由ルートと同じ経路でシベリア鉄道に接続する。
- 敦賀・ウラジオストク経由ルート

北陸本線の敦賀港駅（汽船との接続のため敦賀港に設けられた駅。船舶の発着時のみ旅客列車が入線した）からウラジオストク航路でウラジオストクに渡り、シベリア鉄道に接続する。
これらの中で最も早く欧州に到達できるのは、釜山・新京経由ルートであった。1日目の15時に東京駅を出発し、12日目の17時にモスクワに到着する。14日目の9時23分にベルリン、15日目の6時43分にパリ着。ローマに向かう場合はワルシャワで乗り換え、東京出発から16日目の9時にローマ着。ロンドンに向かう場合はベルリンで乗り換え、東京出発から16日目の16時55分に到着する（時刻はいずれも現地時刻）。
| 列車・便名           | 日数 | 時刻  | 発着 | 駅・港名                | 発着 | 時刻  | 日数 | 列車・便名           |
| -------------------- | ---- | ----- | ---- | ----------------------- | ---- | ----- | ---- | -------------------- |
| 特急1列車 「富士」   | 1日  | 15:00 | 発   | 東京                    | 着   | 15:25 | 16日 | 特急2列車 「富士」   |
| 特急1列車 「富士」   | 2日  | 9:30  | 着   | 下関                    | 発   | 20:30 | 15日 | 特急2列車 「富士」   |
| 関釜連絡船 1便       | 2日  | 10:30 | 発   | 下関                    | 着   | 19:30 | 15日 | 関釜連絡船 2便       |
| 関釜連絡船 1便       | 2日  | 18:00 | 着   | 釜山                    | 発   | 11:30 | 15日 | 関釜連絡船 2便       |
| 急行1列車 「ひかり」 | 2日  | 19:20 | 発   | 釜山                    | 着   | 10:50 | 15日 | 急行2列車 「ひかり」 |
| 急行1列車 「ひかり」 | 3日  | 21:00 | 着   | 新京                    | 発   | 7:00  | 14日 | 急行2列車 「ひかり」 |
| 北満鉄道南部線 4列車 | 4日  | 9:20  | 発   | 新京                    | 着   | 15:00 | 13日 | 北満鉄道南部線 3列車 |
| 北満鉄道南部線 4列車 | 4日  | 14:40 | 着   | ハルビン                | 発   | 9:25  | 13日 | 北満鉄道南部線 3列車 |
| 北満鉄道西部線 3列車 | 5日  | 8:30  | 発   | ハルビン                | 着   | 14:30 | 12日 | 北満鉄道西部線 4列車 |
| 北満鉄道西部線 3列車 | 6日  | 7:10  | 着   | 満洲里                  | 発   | 16:10 | 11日 | 北満鉄道西部線 4列車 |
| シベリア鉄道         | 6日  | 13:10 | 発   | 満洲里                  | 着   | 8:20  | 11日 | シベリア鉄道         |
| シベリア鉄道         | 12日 | 17:00 | 着   | モスクワ                | 発   | 17:45 | 4日  | シベリア鉄道         |
|                      | 12日 | 22:45 | 発   | モスクワ                | 着   | 11:35 | 4日  |                      |
| 北急行               | 13日 | 14:05 | 発   | ストルプツェ （乗換駅） | 発   | 15:27 | 3日  | 北急行               |
| 北急行               | 13日 | 21:45 | 着   | ワルシャワ              | 発   | 7:15  | 3日  | 北急行               |
| 北急行               | 13日 | 22:50 | 発   | ワルシャワ              | 着   | 6:18  | 3日  | 北急行               |
| 北急行               | 14日 | 9:45  | 発   | ベルリン                | 発   | 18:20 | 2日  | 北急行               |
| 北急行               | 15日 | 6:43  | 着   | パリ                    | 発   | 23:05 | 1日  | 北急行               |

シベリア鉄道ルートはヨーロッパに到達できる最速の手段であったが、ソ連政府が外交官や軍人等の政府関係者以外に査証をあまり発給しなかったことや旅費が高額だったことから、戦前の欧州渡航は横浜 - 北米大陸横断鉄道 - ロンドン（行程25日前後）の東回り海路が一般的だった。他にスエズ運河経由の西回り海路も存在したが、行程が50日前後かかる。他の渡航手段に比べれば多くの時間を要するものの、西回りの日本郵船欧州航路に乗れば日本食が提供され、乗り継ぎの必要もない上に、面倒なCIQも事務長が代行してくれるため、急がない客には好まれていた。
なお1937年（昭和12年）1月当時、東京からロンドンへは、釜山・モスクワ・ワルシャワ・ベルリン経由で13,686km、運賃は一等 795円、二等 560円、三等 390円だった。ちなみに当時の銀行員の初任給が70円、物価は時刻表一冊が25銭、コーヒー1杯が15銭程度だった。

#### 国際連絡運輸と日本の優等列車
戦前、日本国内で運行されていた特別急行列車・急行列車の中には、国際連絡運輸に関わるものがあった。代表的なのは特急「富士」と急行7・8列車で、両列車とも東京駅 - 下関駅間を運行し、下関で関釜連絡船に接続していた。加えて、「富士」は関門連絡船を介して門司で大阪商船の神戸 - 門司 - 大連航路に接続していた。そのため両列車は、要人や外国人の利用を意識して他の列車より優れた設備（一等展望車・洋食堂車など）を備えていた。また、敦賀 - ウラジオストク航路が運行される日には東京駅 - 敦賀港駅間を直通する臨時列車が設定されていた。この列車は二等寝台車で、東京駅 - 米原駅間は東海道本線の定期急行列車に、米原駅 - 敦賀駅間は北陸本線の定期普通列車に連結される形で東京駅 - 敦賀港駅間を直通運転していた。

### フェリーの海陸連絡輸送
日本国内のフェリー航路では、高速バスや鉄道と連携した連絡切符を企画・販売していることがある。

#### 高速バス
商船三井さんふらわあの大洗 - 苫小牧航路の場合、東京駅 - 水戸駅間の高速バス（ジェイアールバス関東・関東鉄道・茨城交通共同運行の「みと号」）、水戸駅 - 大洗港フェリーターミナル間を結ぶ茨城交通の路線バス、商船三井さんふらわあの大洗 - 苫小牧航路、苫小牧西港フェリーターミナル - 札幌駅間を結ぶ北海道中央バスの「高速とまこまい号」を乗り継ぐことで東京 - 札幌間を往来できる連絡切符「パシフィック・ストーリー」が販売されている。バス便選択の自由度が高いことが特徴で、バス乗車券の有効期間が関東側・北海道側両方でそれぞれ2日間あり（出発側ではフェリー乗船日とその前日、到着側では下船日とその翌日であればバスに乗車できる）、連絡切符の使用途中で水戸や大洗、苫小牧に宿泊することが可能となっている（ただし、バス乗車券は途中下車前途無効）。
津軽海峡フェリーの函館 - 青森航路では札幌駅 - 函館駅・函館港フェリーターミナル間を結ぶ「高速はこだて号」および函館駅 - 函館港フェリーターミナル間を結ぶ函館タクシー（函館帝産バス）の路線バスを利用できる札幌駅 - 青森港フェリーターミナル間の連絡切符「津軽海峡物語」や、青森港 - 弘前駅 - 上野駅間を結ぶ弘南バス「パンダ号」との連絡切符「東京・函館きっぷ」、青森港・青森駅・弘前駅 - さいたま新都心・バスタ新宿・東京ディズニーシー間を結ぶ南部バス「MEX青森」との連絡きっぷ「東京フェリっと函館」、青森港・青森駅 - 盛岡駅間を結ぶ岩手県北自動車・弘南バス「あすなろ号」との連絡きっぷ「盛岡函館きっぷ」を設定している。
シルバーフェリーの苫小牧 - 八戸航路では札幌駅 - 苫小牧西港フェリーターミナル間の「高速とまこまい号」、八戸港フェリーターミナル - 盛岡バスセンター間の「八盛号」との連絡切符「札幌・盛岡なかよしきっぷ」（札幌 - 盛岡間）および「高速とまこまい号」とのみ連絡する「札幌・八戸なかよしきっぷ」（札幌 - 八戸港フェリーターミナル間）を設定している。
これら、フェリーと高速バスの連絡切符を購入する手続きとしては、最初にフェリー会社の予約センターに電話をかけ、連絡切符の利用を希望する旨を伝えた上で船室を予約する。次に出発地の窓口（高速バスターミナルやフェリーターミナルのチケットカウンター）に出向いて料金を支払い、バスの乗車券とフェリーの乗船券引換券がセットになった連絡切符を受け取る（切符の受け取りは出発当日でも可能）という手順を取ることが多い。なお、連絡切符の価格はフェリーで最も安い船室を利用することを前提に設定されているため、上級の船室を利用したい場合にはフェリーターミナルでの乗船手続きの際に等級変更分の差額を支払う必要がある。

#### 鉄道
青い森鉄道と青森県内発着のフェリー航路との連絡切符として、シルバーフェリー苫小牧 - 八戸航路では青森駅・野辺地駅・三沢駅から八戸駅までの乗車券とセットの「青森・苫小牧てつなかきっぷ」、津軽海峡フェリー函館 - 青森航路では八戸駅・三沢駅・野辺地駅・浅虫温泉駅から青森駅までの乗車券とセットの「海峡ゆったどきっぷ」を設定している。いずれも青森側のフェリー発着港から連絡駅（シルバーフェリー：八戸駅、津軽海峡フェリー：青森駅）までの交通については別料金。
商船三井さんふらわあでは、関西-九州航路にて船中往復2泊で目的地に日中のみ滞在する往復乗船割引プラン「弾丸フェリー」の派生商品として神戸 - 大分航路にて阪神電気鉄道各駅（阪神電鉄での発売は大阪梅田駅・御影駅・神戸三宮駅ほか主要5駅）から御影駅までの往復乗車券と御影駅から神戸港六甲アイランドフェリーターミナルまでの神戸フェリーバス往復バス乗車券をセットにした「弾丸フェリー阪神電車版」・神戸フェリーバス往復券と阪神御影駅から山陽電気鉄道各駅（山陽電鉄での発売は山陽姫路駅・山陽網干駅・西代駅ほか主要12駅）までの往復乗車券をセットにした「弾丸フェリー山陽電車版」、大阪 - 別府・志布志航路にてOsaka Metro・大阪シティバス1日券（大阪発は2枚、別府・志布志発は1枚）をセットとした「Osaka Metro & 弾丸フェリーセット券」を設定している。

### 航空事業者間の連帯輸送
連帯輸送契約の締結されている事業者間では出発空港で搭乗手続きを行うことで、預けた手荷物を乗り継ぐ空港で受け取ることなく最終目的地まで預けることが可能である。乗り継ぎ空港で前便の到着が数分程度遅延した場合は次便が出発を遅らせるか、遅延や欠航によって本来予約した搭乗便での乗り継ぎができない場合は、予約変更ができない運賃であっても搭乗便の変更が認められるなど乗り継ぎ客への配慮を図ることが多い。
また、日本の国内線においては一部の航空会社で航空券の相互発売が実施されていたが、2018年10月に全日本空輸が運賃制度の変更を行ったのに併せ、日本航空などとの間での航空券相互発売の取り扱いが終了している。
航空券の相互発売を行っていた航空会社間では、普通運賃などにおいては搭乗会社の変更（裏書）も認められており、日本航空で発券した航空券で全日本空輸に搭乗することが可能であった。搭乗会社の変更については、現在は航空機の故障など航空会社に原因がある場合に限られ、自己都合や悪天候の場合は一旦払い戻して搭乗会社で航空券を購入し直すこととなる。
連帯輸送契約が締結されており、各航空会社の指定する乗り継ぎ時間以上の乗り継ぎ時間が確保されていれば、自社グループ会社でなくても最終目的地まで手荷物の乗り継ぎ運送が可能である。この場合、搭乗手続きと予約は各航空会社ごとで必要となる。
例えば日本航空で「山形空港→伊丹空港」間、全日本空輸で「伊丹空港→高知空港」間を同日中に乗り継ぐ場合、山形空港での搭乗手続きの際に全日本空輸の高知空港行きに乗り継ぐことを申告し、同空港行きの予約が分かるもの（eチケットお客様控えなど）を提示すれば、山形空港から伊丹空港で受け取ることなく高知空港まで荷物を預けることが可能である。
この場合、日本航空の区間（山形→伊丹）を山形空港にて、全日本空輸の区間（伊丹→高知）を伊丹空港においてそれぞれ搭乗手続きすることとなる。さらに、全日本空輸の区間となる伊丹空港で搭乗手続きする際は日本航空（山形空港）で発行された手荷物引換証を提示する必要がある。それを提示しなかった場合は手荷物が積み残されるリスクが生じる。
また、羽田空港と成田空港のように同一空港でない場合でも会社が指定していれば可能である。
日本の国内線では、日本航空、日本エアコミューター、日本トランスオーシャン航空、琉球エアーコミューターの日本航空グループ各社と全日本空輸、ソラシドエア、オリエンタルエアブリッジとの間については連帯輸送契約が適用される。なお、SNA・ORC・AIR DOなど国内線のコードシェア便をANA便名で予約した場合はANA利用とみなされ、ANA利用時と同様に連帯輸送契約が適用となる。
ADO、スターフライヤー（SFJ）、SNA、ORC、ANAについては、ADO・SFJ・SNA・ORC・ANAの5社相互間では連帯輸送契約は適用されるが、ADOまたはSFJとJALグループ各社間については連帯輸送契約は適用されない。IBEXエアラインズ（IBX）はANAとの間でのみ連帯輸送契約を締結している。ADO・SFJ・SNA・ORC・ANAの5社相互間またはIBX・ANAの2社相互間では、最大3区間まで乗り継ぎ区間のチェックインも可能である。
フジドリームエアラインズ（FDA）、天草エアライン（AMX）の2社とJALグループ各社については、JALグループ各社・FDA・AMXの各社相互間では連帯輸送契約は適用される。また、AMXはANAとの連帯輸送契約は適用される。FDA・AMX運航便をJAL便名で予約した場合はJAL利用とみなされ、JAL利用時と同様に連帯輸送契約が適用となる。なお、JALグループ運航便とJAL便名のFDA・AMXとの間および、JAL便名のFDAとJAL便名のAMXとの間の乗り継ぎの場合、コードシェア便であっても運航会社ごとにチェックインが必要となる。
スカイマークは2021年3月28日より、JALグループ各社との間で手荷物の連帯輸送を開始した。また、2024年6月25日より、FDAとの間で一部の旅行商品限定で手荷物の連帯輸送が開始され、2025年5月14日より全路線で適用されるようになった。
また、ピーチ、バニラ・エアなどの一部格安航空会社や新中央航空などのコミューター航空では経費削減の理由から他社との連帯輸送契約を結んでいない場合がある。格安航空会社の場合は自社間との乗り継ぎであっても、手荷物を預け直さなければならない事例もある。Peachのように同一の予約記録で航空券を購入しないと、自社間での乗り継ぎであっても遅延時の変更や払い戻しに応じない会社もある。
連帯運送契約のない航空会社で乗り継ぎの場合は、乗り継ぎ空港でいちいち荷物を預け直すこととなり、遅延して乗り継ぎ便に遅れた場合であっても便宜を図ってくれないこととなる。
航空貨物においても連帯輸送が行われているが、旅客の場合よりも乗継時間が長くかかるのが普通である。

## 韓国の連絡運送
韓国では連絡運送といい都市鉄道法34条に規定されている。
都市鉄道法34条では、都市鉄道運営者が連絡運送をする場合には運営の分担や運賃収入の配分は当事者間の協議で定め、定まらないときは国土交通部長が決定することとなっている。